# بوجو يانكوفيتش
بوجو يانكوفيتش هو مدرب كرة قدم ولاعب كرة قدم بوسني في مركز الهجوم، ولد في 22 مايو 1951 في سراييفو في البوسنة والهرسك، وتوفي في 1 أكتوبر 1993 في كوتور في الجبل الأسود. شارك مع منتخب يوغوسلافيا لكرة القدم. أما مع النوادي، فقد لعب مع جيلييزنيتشار ساراييفو ونادي ميتز ونادي ميدلزبره.

## وصلات خارجية
- بوجو يانكوفيتش على موقع قاعدة بيانات كرة القدم.إي يو (الإنجليزية)
- بوجو يانكوفيتش على موقع ناشيونال فوتبول تيمز (الإنجليزية)
- بوجو يانكوفيتش على موقع Soccerway.com (الإنجليزية)